# Селиваново (бывшая Бежаницкая волость)
Селиваново — деревня в Бежаницком районе Псковской области России. Входит в состав сельского поселения Бежаницкое.

## География
Деревня находится на востоке Псковской области, в пределах Бежаницкой возвышенности, к югу от реки Рахновка, на расстоянии примерно 14 километров (по прямой) к юго-юго-востоку (SSE) от посёлка городского типа Бежаницы, административного центра района. Абсолютная высота — 160 метров над уровнем моря.

## История
До 2015 года населённый пункт входил в состав Бежаницкой волости.

## Население
| 2001 | 2002 | 2010 |
| ---- | ---- | ---- |
| 3    | ↗7   | ↘4   |

Согласно результатам переписи 2002 года, в национальной структуре населения русские составляли 100 %.